# Saturn Award für die beste Stop-Motion-Animation
Der Saturn Award für die beste Stop-Motion-Animation wurde nur zweimal verliehen. Zu erklären ist dies dadurch, dass, verglichen mit anderen Kategorien, jeweils nur sehr wenige Filme in die engere Auswahl gezogen werden konnten. Die Verdrängung der Stop-Motion-Technik ab Mitte der 1970er-Jahre durch Go-Motion und später der Computeranimation waren weitere Gründe.
Folgende Personen haben den Saturn Award für die beste Stop-Motion-Animation gewonnen:
| Jahr | Preisträger     | Film                           | Weitere Nominierungen        |
| ---- | --------------- | ------------------------------ | ---------------------------- |
| 1975 | Ray Harryhausen | Sindbads gefährliche Abenteuer | keine weiteren Nominierungen |
| 1976 | Jim Danforth    |                                | keine weiteren Nominierungen |